# Renjith Maheśwary
Renjith Maheshwary (ur. 30 stycznia 1986) – indyjski lekkoatleta specjalizujący się w trójskoku.
Był szósty na mistrzostwach Azji juniorów w 2004, a następnie w tym samym sezonie odpadł w eliminacjach podczas mistrzostw świata juniorów. W 2006 był czwarty na igrzyskach azjatyckich, a w 2007 roku uplasował się na siódmym miejscu halowych igrzysk azjatyckich. Kolejno w 2007 i 2008 nie awansował do finału mistrzostw świata i igrzysk olimpijskich. Kolejny raz w karierze poprawiając rekord Indii zdobył w 2010 roku brązowy medal igrzysk Wspólnoty Narodów. Srebrny medalista mistrzostw Azji w Pune (2013). W 2016 został halowym wicemistrzem Azji.
Jest mężem rekordzistki Indii w skoku o tyczce Vazhipali Suresh Surekha.
Rekord życiowy: 17,07 (12 października 2010, Nowe Delhi) – rezultat ten jest aktualnym rekordem Indii.

## Osiągnięcia
| Rok  | Impreza                     | Miejsce        | Lokata            | Wynik  |
| ---- | --------------------------- | -------------- | ----------------- | ------ |
| 2004 | Mistrzostwa Azji juniorów   | Ipoh           | 6. miejsce        | 15,55  |
| 2004 | Mistrzostwa świata juniorów | Grosseto       | el. – 15. miejsce | 15,62  |
| 2006 | Igrzyska azjatyckie         | Doha           | 4. miejsce        | 16,54  |
| 2007 | Halowe igrzyska azjatyckie  | Makau          | 7. miejsce        | 15,59  |
| 2007 | Mistrzostwa świata          | Osaka          | el. – 26. miejsce | 16,38  |
| 2008 | Igrzyska olimpijskie        | Pekin          | el. – 35. miejsce | 15,77  |
| 2009 | Mistrzostwa Azji            | Kanton         | 4. miejsce        | 16,44w |
| 2010 | Puchar interkontynentalny   | Split          | 7. miejsce        | 16,69  |
| 2010 | Igrzyska Wspólnoty Narodów  | Nowe Delhi     | 3. miejsce        | 17,07  |
| 2010 | Igrzyska azjatyckie         | Kanton         | 4. miejsce        | 16,76  |
| 2011 | Mistrzostwa świata          | Daegu          | el.               | NM     |
| 2012 | Igrzyska olimpijskie        | Londyn         | el.               | NM     |
| 2013 | Mistrzostwa Azji            | Pune           | 2. miejsce        | 16,76w |
| 2013 | Mistrzostwa świata          | Moskwa         | el. – 13. miejsce | 16,63  |
| 2014 | Puchar interkontynentalny   | Marrakesz      | 8. miejsce        | 15,91  |
| 2014 | Igrzyska azjatyckie         | Inczon         | 9. miejsce        | 15,67  |
| 2016 | Halowe mistrzostwa Azji     | Doha           | 2. miejsce        | 16,16  |
| 2016 | Igrzyska olimpijskie        | Rio de Janeiro | el. – 30. miejsce | 16,13  |